# Ałła Tarasowa
Ałła Konstantinowna Tarasowa (ros. Алла Константиновна Тарасова, ur. 25 stycznia?/6 lutego 1898 w Kijowie, zm. 5 kwietnia 1973 w Moskwie) – radziecka aktorka teatralna i filmowa; Ludowy Artysta ZSRR.

## Życiorys
Od 1914 uczyła się w szkole sztuki dramatycznej pod kierunkiem Nikołaja Massalitonowa, Nikołaja Aleksandrowa i Nikołaja Podgornego. Była jedną z czołowych aktorek Moskiewskiego Akademickiego Teatru Artystycznego Konstantina Stanisławskiego, w którym grywała od 1916 roku. W latach 1922–1924 wraz z Moskiewskim Teatrem Artystycznym odbyła tournée po krajach zachodnich odwiedzając między innymi Londyn i Stany Zjednoczone.
Była pięciokrotnym laureatem Nagrody Stalinowskiej (w 1941, dwukrotnie w 1946, w 1947 oraz w 1949), odznaczona dwa razy Orderem Lenina. Posiadała też nadany 28 kwietnia 1937 roku honorowy tytuł Ludowy Artysta ZSRR.
W 1952 roku została wybrana do Rady Najwyższej ZSRR. W 1954 roku wstąpiła do partii komunistycznej. Do 1960 roku pełniła funkcję zastępcy przewodniczącego Rady Najwyższej ZSRR. Na krótko przed śmiercią, w 1973 roku, otrzymała tytuł Bohatera Pracy Socjalistycznej. Otrzymała trzy Ordery Lenina (26 października 1948, 18 lutego 1967 i 7 lutego 1973), Order Rewolucji Październikowej, Order Czerwonego Sztandaru Pracy (3 maja 1937), Order „Znak Honoru” (23 marca 1938), cztery Nagrody Stalinowskie (1941, 1946, 1947 i 1949), Medal „Za ofiarną pracę w Wielkiej Wojnie Ojczyźnianej 1941–1945” i Medal 800-lecia Moskwy.
Pochowana na Cmentarzu Wwiedieńskim w Moskwie.

## Wybrana filmografia[4]
- 1923: Raskolnikow
- 1934: Burza jako Katierina Pietrowna Kabanowa
- 1937: Piotr I jako Katarzyna (późniejsza caryca Katarzyna I)
- 1945: Grzesznicy bez winy
- 1952: Na dnie
- 1953: Anna Karenina jako Anna Karenina